# آنوش اوردیان
آنوش میکائیلی اوردیان (ارمنی: Անուշ Միքայելի Օրդյան؛ انگلیسی: Anush Ordyan؛ زادهٔ ۲۱ اوت ۱۹۶۱) پزشک و قلب‌شناس اهل ارمنستان است.

## زندگی‌نامه
وی در ۲۱ اوت ۱۹۶۱ ‏در ایروان به دنیا آمد و از دانشگاه پزشکی دولتی ایروان فارغ‌التحصیل گشت. 

## یادداشت
1. ↑  բժշկական գիտությունների դոկտոր